# Tito Sarrocchi
Tito Sarrocchi (* 5. Januar 1824 in Siena; † 30. Juli 1900 ebenda) war ein italienischer Bildhauer.

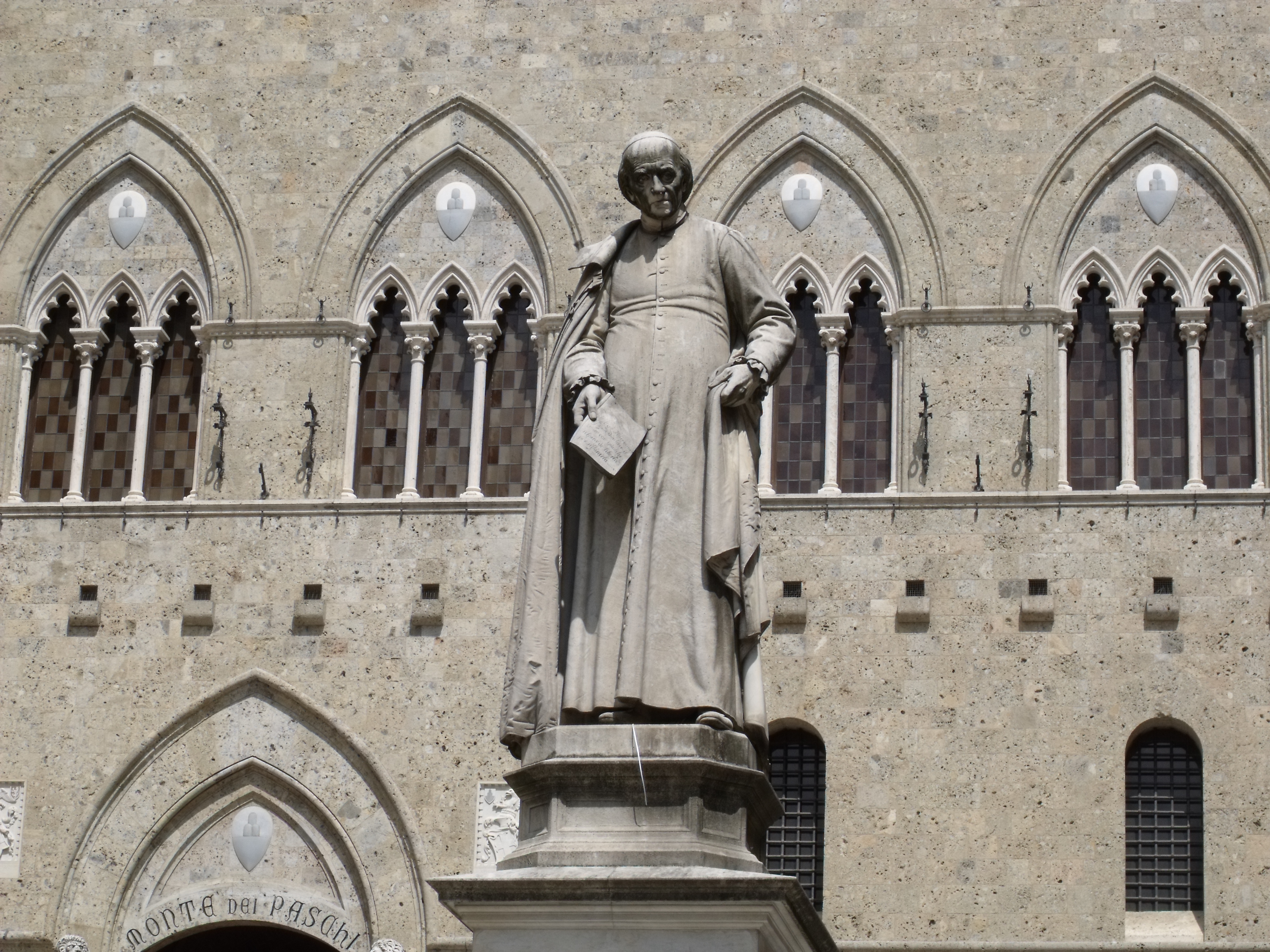
Denkmal des Sallustio Bandini von Tito Sarrocchi an der Piazza Salimbeni in Siena

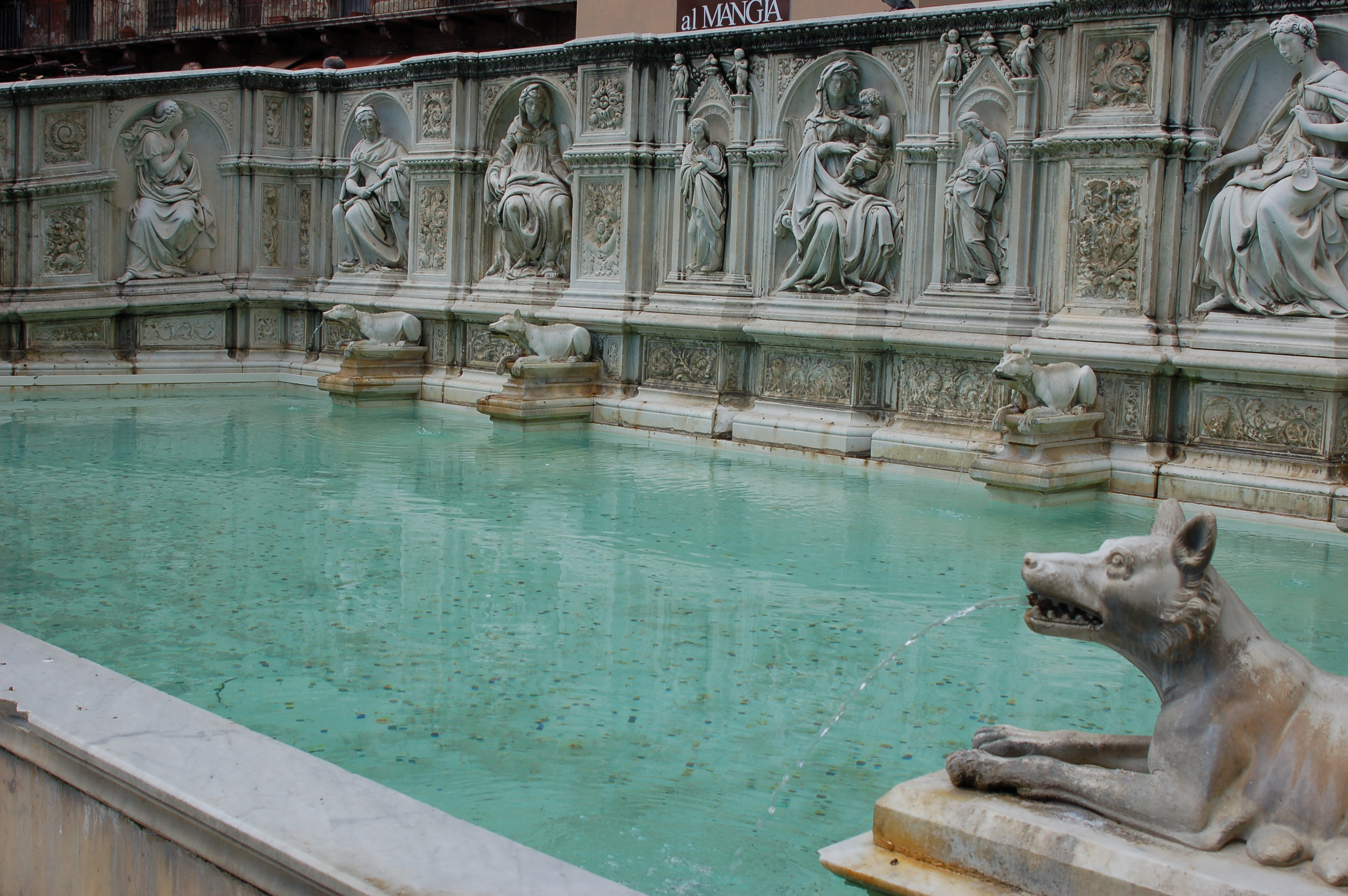
Der Fonte Gaia auf der Piazza del Campo in Siena mit den Figuren des Tito Sarrocchi

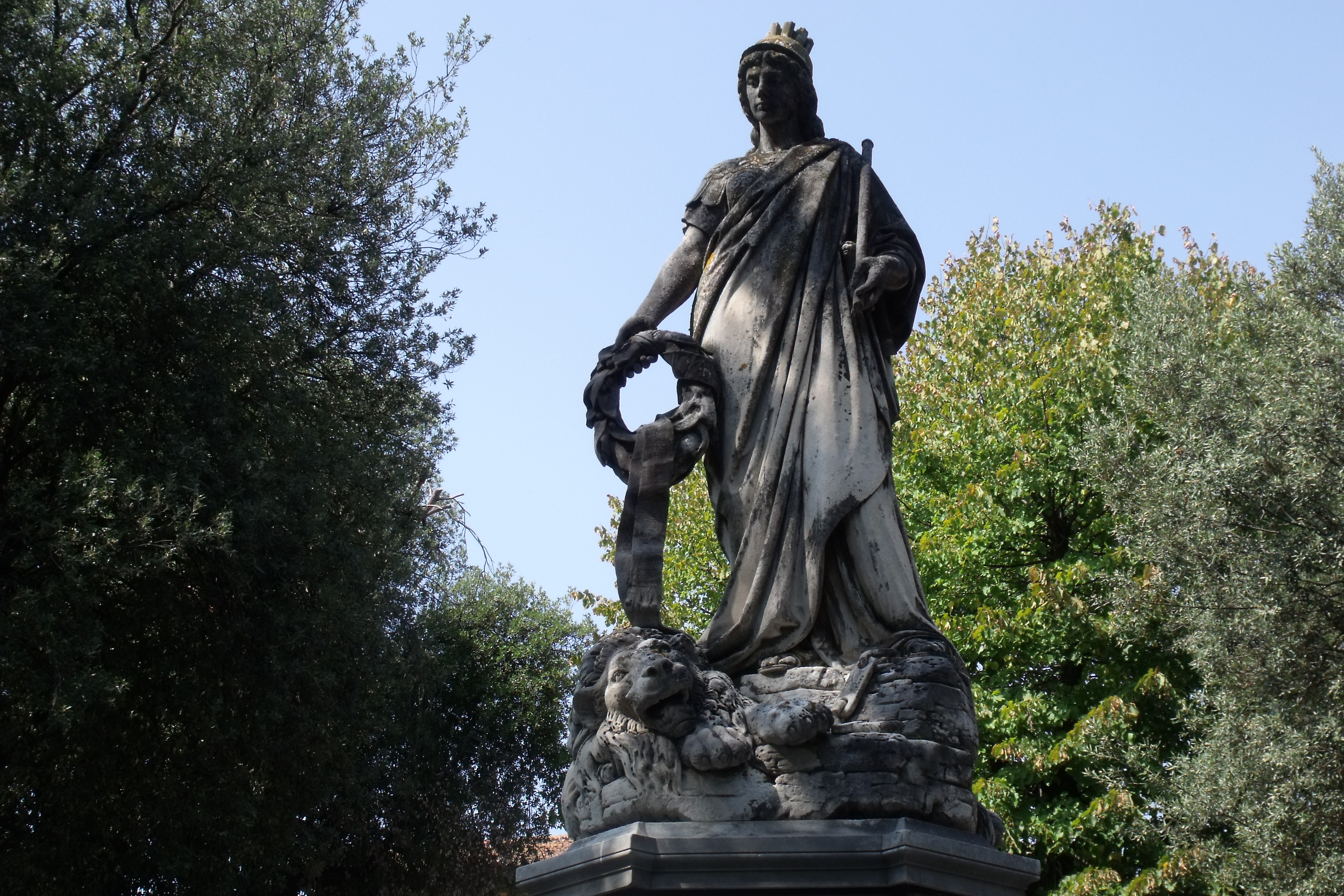
Denkmal Monumento ai Caduti in Siena

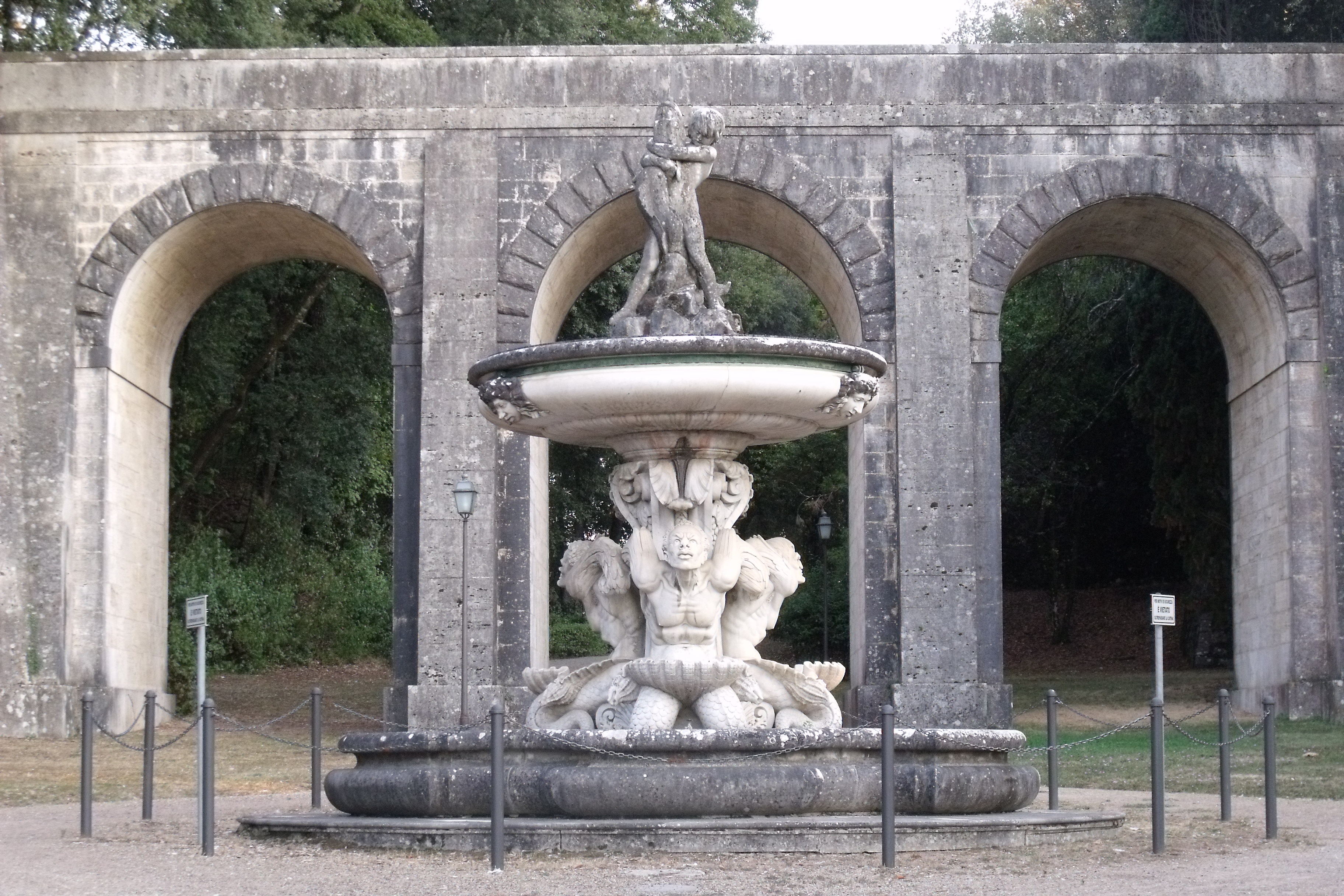
Der Brunnen der Villa Chigi Saracini in Castelnuovo Beradegna

## Leben
Sarrocchi wurde am 5. Januar 1824 als Sohn von Antonio Sarrocchi und Rosa Mancini geboren und wuchs in Siena auf. Sein Geburtshaus befindet sich in der heutigen Via Tito Sarrocchi 3 im Stadtdrittel Terzo di Città in der Contrada Tartuca (Schildkröte). Im Alter von fünfzehn Jahren zog er nach Florenz, um dort in der Accademia di belle arti di Firenze unter Lorenzo Bartolini zu lernen. Danach lernte und arbeitete er in der Werkstatt des ebenfalls aus Siena stammenden Giovanni Dupré. Er selbst lehrte sein Kunstwerk an Cesare Maccari und Giuseppe Cassioli, dem Gestalter der Medaille für Olympische Sommerspiele. 1855 kehrte er von Florenz nach Siena zurück. Zu seinen bekanntesten Werken gehört der zentrale Brunnen der Piazza del Campo in Siena, Fonte Gaia genannt. Sarrocchi ersetzte hier von 1858 bis 1868 die stark beschädigten Paneele des Jacopo della Quercia. Dabei wurde der Brunnen 9,60 Meter westlich und 1,60 Meter südlich versetzt, um nun zentral auf der Piazza vor dem Palazzo Casino dei Nobili zu erscheinen. Die alten Figuren des Jacopo della Quercia befinden sich nun im Fienile genannten Saal im Museum von Santa Maria della Scala, wo neben den Originalfiguren auch die Gipsabdrücke zur Gestaltung der Kopien des Sarrocchi ausgestellt sind. Ebenfalls in Santa Maria della Scala befinden sich im Sala di San Giuseppe (Gipsoteca) seit 1999 zirka zweihundert Skulpturen des Künstlers aus Gips, die nach der Rückkehr des Bildhauers aus Florenz nach Siena von 1855 an entstanden. Sarrocchi stellte sie auf Anraten seines Freundes Giuseppe Partini der Stadt Siena 1894 zur Verfügung.
Am 22. Mai 1861 heiratete er Ernesta Gani, die bereits am 8. September des darauffolgenden Jahres bei einer Fehlgeburt verstarb. Seine zweite Heirat erfolgte am 29. September 1867 mit Emma Pallini von Grosseto, mit der er drei Kinder zeugte (Gino, *1870; Adele, (1872–1937, heiratete später den Sohn von Giuseppe Partini); Giuditta, * 18. September 1874). Ab 1873 arbeitete er für die italienische Regierung in der Giunta Superiore di Belle Arti im Ministero della Pubblica Istruzione mit. Er verstarb am 30. Juli 1900 gegen 15.45 Uhr in seinem Haus an der Piazza Pianigiani (heute Piazza Matteotti). Ihm zu Ehren wurde in Siena die Via Tito Sarrocchi nach ihm benannt. Bereits 1901 wurde im Sala del Risorgimento im Palazzo Pubblico in Siena eine ihn darstellende Büste des Bildhauers Arnoldo Prunai ausgestellt. Sie wurde mit einer Widmung des Vittorio Bandini vom Istituto Pendola versehen:

## Werke (Auswahl)
- Cagliari, Cimitero di Bonaria: Grabmäler
- Castelnuovo Berardenga, Villa Chigi Saracini:[4]
  - Denkmal des Michelangelo Buonarroti
  - Fontana di Villa Chigi Saracini
- Florenz, Kathedrale von Florenz: Fassadenarbeit Madonna col Bambino, 1887 entstanden
- Florenz, Santa Croce: Fassadenskulptur Invenzione della croce, 1865 entstanden
- Grosseto, viale Manetti: Monumento a Alessandro Manetti, Büste des Alessandro Manetti, 1873 entstanden
- Grosseto, Bastione Garibaldi (Medici-Stadtmauer): Monumento a Giuseppe Garibaldi, Büste des Giuseppe Garibaldi, 1884 entstanden
- Grosseto, Park Renato Pollini (Porta Corsica): Sallustio Bandini, Pio Fantoni, Leonardo Ximenes, Brunnen mit Marmorreliefs, 1878 entstanden
- Grosseto, Cimitero di Misericordia: Privatkapellen
- Massa Marittima, Cattedrale di San Cerbone (Dom): Monumento funerario del vescovo Giuseppe Traversi, Grabmal des 1872 verstorbenen Bischofs Giuseppe Traversi
- Siena, Basilica di San Domenico: Monumento a Giuseppe Pianigiani, Altar des San Domenico, von 1855 bis 1858 mit Enea Becheroni entstanden
- Siena, Basilica di San Francesco: Busto di Monsig. Giovanni Pierallini, 1891 entstanden
- Siena, Brunnen Fonte Gaia an der Piazza del Campo: Originalgetreue Nachbildung des Werkes von Jacopo della Quercia
- Siena, Camposanto della Misericordia (Friedhof):
  - L’Angelo della Resurrezione, befindet sich in der Cappella Ciseri-De Metz
  - Clementina Cresti Partini, Grabbüste
  - Ezechiele resuscita i morti, 1879 entstanden, befindet sich in der Cappella Placidi
  - Il genio della morte, 1860 entstanden, befindet sich in der Cappella Venturi-Gallerani
  - La Fede, la Speranza e la Carità, 1868 entstanden, befindet sich in der Cappella Tadini-Boninsegni
  - Le virtù teologali
  - Riconoscenza, befindet sich in der Cappella Bandini-Piccolomini
  - Tobia[5], auch Tobia seppellisce i morte genannt, 1873 entstanden, befindet sich in der Cappella D’Elci-Pannocchieschi[6]
- Siena, Dom von Siena: Büste des Pietro Bambagini Galletti, 1869 entstanden
- Siena, Palazzo Pubblico, Sala del Risorgimento: Skulpturen und Büsten[7]
- Siena, Piazza Indipendenza: Monumento Civile ai Caduti (befindet sich heute in der Via Arturo Pannilunghi im Ortsteil San Prospero)
- Siena, Piazza Salimbeni: Denkmal des Sallustio Bandini, 1880 entstanden
- Siena, Palazzo Sansedoni: Putto dormiente (Marmorwerk)
- Siena, Santa Maria della Scala, Sala San Giuseppe: Sammlung von ca. 200 Skulpturen
- Siena, Universität Siena, Rektorat, Sala di consultazione (Saal 3): Büsten[8]